# Ruinas de Gede

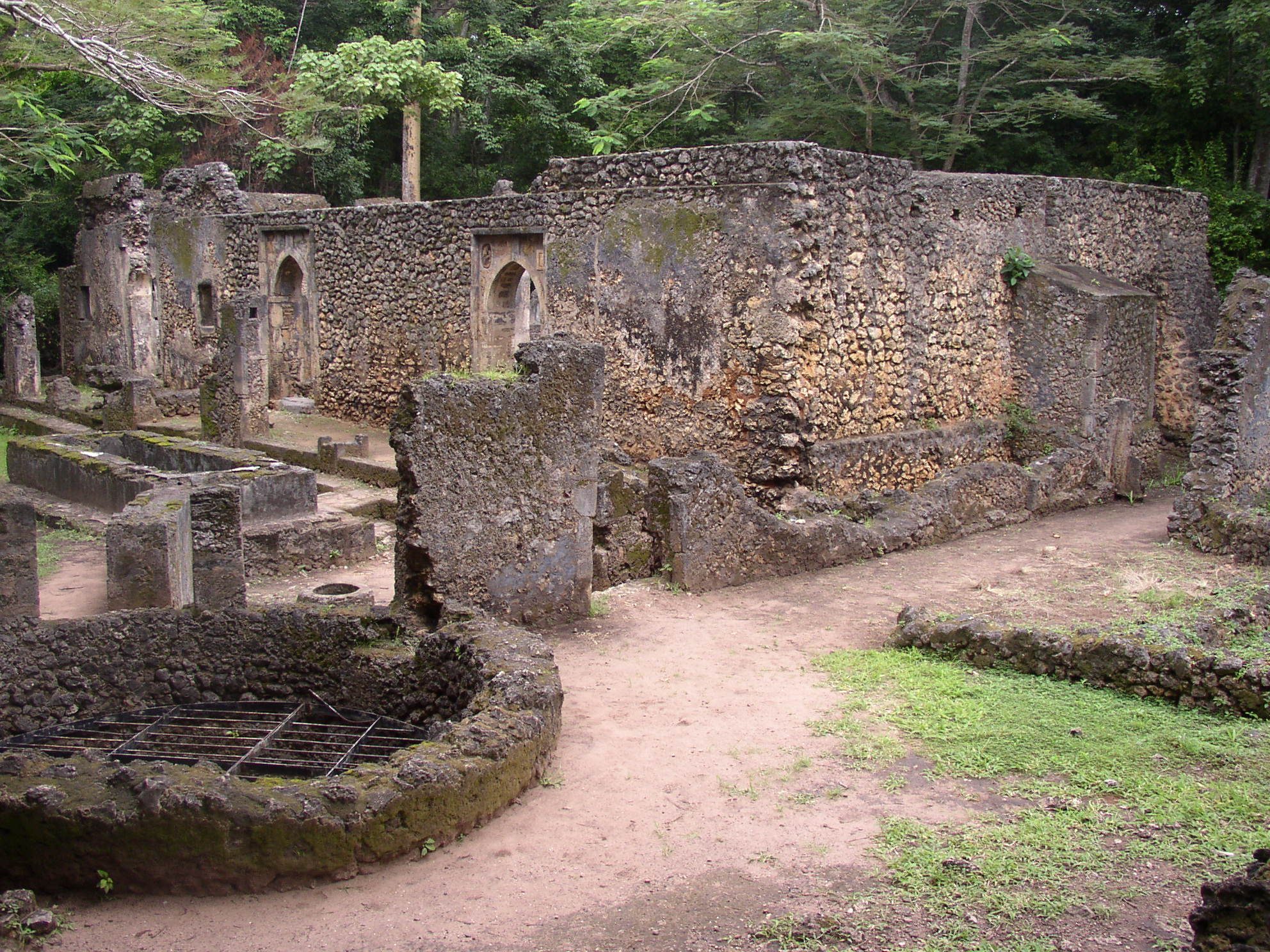
Ruinas de la Gran Mezquita en Gede.

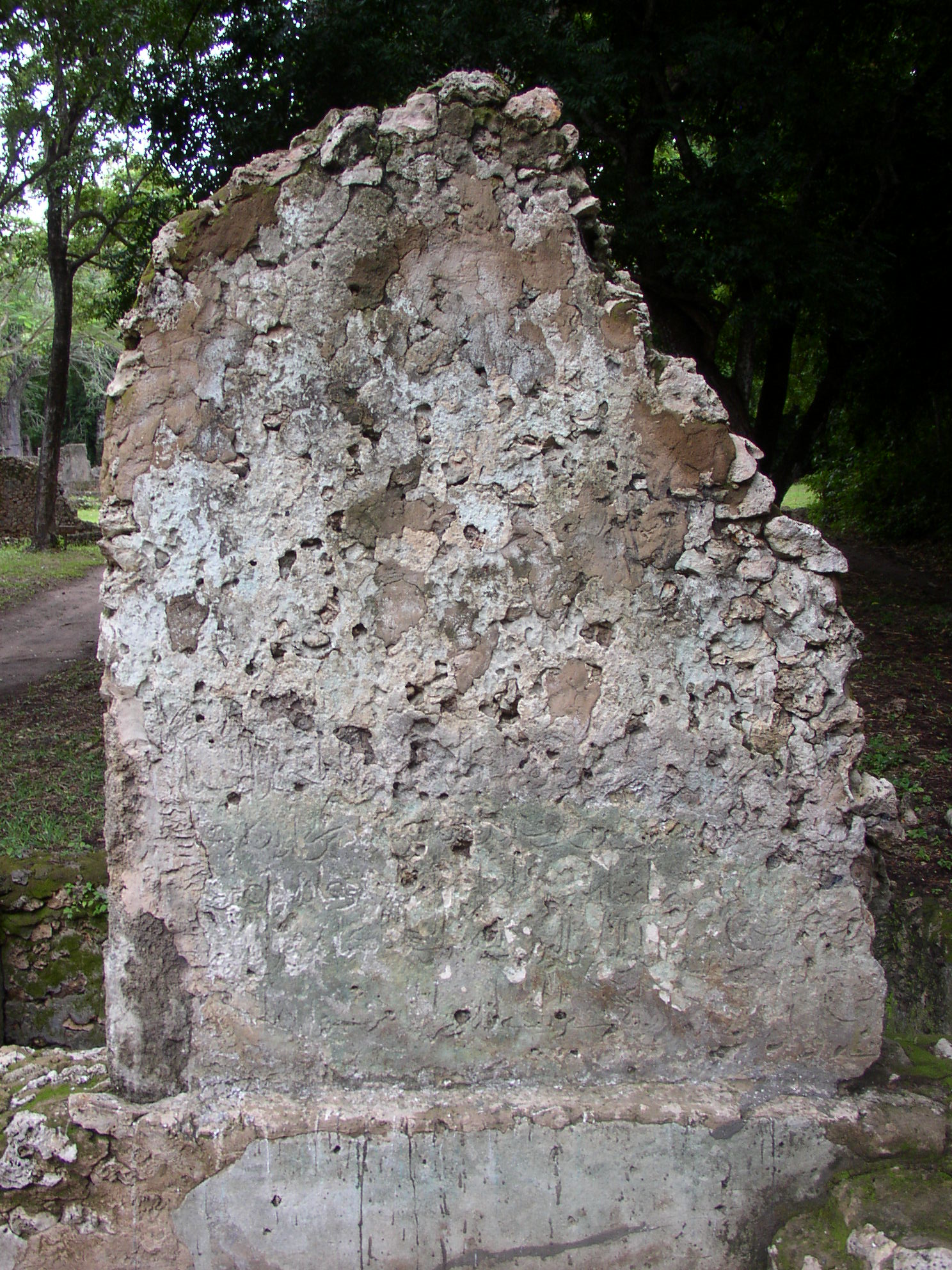
Trozo de piedra con las inscripciones en árabe que se utilizaron para fechar el sitio.

Las ruinas de Gede están formadas por los restos de enclave de cultura suajili. Están situado en la localidad de Gede en la costa del océano Índico en Kenia.
Las ruinas del antiguo puerto se encuentran en la actualidad alejadas de la costa dentro de un bosque tropical que las recubre. Pese a la importancia de las ruinas no se ha encontrado ninguna referencia a esta ciudad en las fuentes históricas. Son datadas a través de la única inscripción encontrada sobre una tumba (1399 d. C.). Los principales restos están formados por la mezquita mayor, el palacio, las murallas y unas tumbas exteriores al recinto.
Se debió tratar de un emplazamiento comercial ya que entre los restos se han encontrado cerámicas chinas. Se desconoce la causa de su desaparición, que pudo deberse a ataques de las tribus cercanas o al alejamiento de la costa.

## Las mezquitas de Gedi
Durante las excavaciones arqueológicas se desenterraron dos grandes mezquitas. Junto con otros edificios excavados, estas estructuras proporcionan una valiosa visión del antiguo paisaje urbano y de las prácticas religiosas en la costa swahili.

### La Gran Mezquita anterior (sigloXIV)
La datación por radiocarbono confirma la construcción de esta mezquita cuadrada (26 metros de norte a sur, 25 metros de este a oeste) entre 1300 y 1340 d. C. La mezquita fue renovada varias veces en el siglo XIV, sustituyéndose las columnas de madera por columnas cuadradas de piedra caliza coralina. Existen pruebas de tres fases diferentes de construcción y remodelación, que terminaron con una remodelación final hacia 1380 d. C. La mezquita fue finalmente abandonada en 1400 d. C.
La entrada de la mezquita estaba orientada hacia el este, de forma similar a su sucesora del siglo XV. Cabe destacar que el mihrab (nicho de oración) no tenía un minbar (púlpito) fijo, probablemente debido a su construcción ligera y móvil de madera. Durante las excavaciones se encontraron elementos decorativos que indican la decoración del mihrab, como fragmentos de molduras de cuerda y una coloneta de triple cierre.
Dos zonas de abluciones, una a cada lado de la mezquita, disponían de un sofisticado sistema de gestión del agua. La zona oriental contenía un pozo circular con un canal de desbordamiento y un depósito rectangular, mientras que la zona occidental tenía un pozo similar con un depósito rectangular más grande.

### La Gran Mezquita posterior (sigloXV)
La Gran Mezquita posterior se construyó en la primera mitad del siglo XV y era más pequeña que su predecesora. Esta diferencia de tamaño podría deberse a un cambio en la práctica religiosa o al desarrollo demográfico de Gedi más que a limitaciones espaciales. La mezquita sirvió como mezquita de los viernes y fue renovada entre 1500 y 1550 d. C., reduciéndose aún más el tamaño de la sala de oración hacia 1550-1600 d. C..
Una hilera central de columnas delante del mihrab, un elemento que también se encuentra en otras mezquitas suajili, era una característica de la mezquita del siglo XV. Este elemento de diseño puede haber servido a un propósito práctico al ampliar el alcance de las vigas del techo, o puede haber tenido un significado simbólico dentro de una secta musulmana en particular. A diferencia de la mezquita anterior, esta estructura tenía un minbar permanente de piedra de tres niveles en el lado derecho del mihrab.
El propio mihrab estaba ricamente decorado con incrustaciones azules y blancas de porcelana china. Su marco consistía en un arco apuntado, un rasgo característico del norte de la región suajili. La mezquita también tenía un arquitrabe elaboradamente moldeado y decorado con un motivo en espiga.

#### Análisis comparativo y contexto cronológico
Las dimensiones de la gran mezquita anterior se corresponden en gran medida con las de una nueva mezquita construida en Kilwa en el siglo XIV, lo que sugiere un cierto intercambio arquitectónico dentro de la región. El abandono de la mezquita hacia 1400 d. C. coincide con un periodo de posibles cambios políticos o económicos en Gedi.
La construcción de la posterior Gran Mezquita en el siglo XV marcó un cambio en el centro religioso de la ciudad. La presencia de un pilar central frente al mihrab y de un minbar permanente distingue a este edificio de su predecesor. Este cambio en los elementos arquitectónicos puede reflejar la llegada de nuevas poblaciones o la evolución de las prácticas religiosas en el seno de la comunidad musulmana de Gedi.

### Las mezquitas de barrio de Gedi
El paisaje urbano de Gedi no sólo se caracterizaba por las grandes mezquitas. Otras seis mezquitas más pequeñas, denominadas "mezquitas de barrio", estaban repartidas por toda la ciudad. Cada una tenía un nombre único, como la "Mezquita de la Larga Línea" o la "Mezquita de las Tres Bahías". Estas mezquitas de barrio atendían las necesidades de barrios específicos y proporcionaban una valiosa información sobre la organización social de la ciudad.
El estilo arquitectónico de las mezquitas de barrio tendía hacia el "estilo Mogadiscio" con mihrab sencillos enmarcados por pilares o columnas sin adornos. Este estilo surgió en el siglo XIII y continuó en la región suajili septentrional hasta finales del siglo XV. Cada mezquita de distrito incluía una zona de abluciones, normalmente con una cisterna o depósito alimentado por un sistema de pozos o canales. La disposición de estas zonas de ablución variaba en función de la ubicación del pozo y del espacio disponible.
Las mezquitas de barrio, que a menudo estaban rodeadas de calles y plazas, transmitían un sentimiento de comunidad y servían como destacados hitos visuales en sus respectivos barrios. En ocasiones, estas mezquitas estaban adosadas a tumbas, lo que reforzaba su papel como centros religiosos y sociales.